# Christian Bentum
Philip Christian Bentum (ur. 1690 w Kopenhadze, zm. 1757 w Lubiążu lub w Pradze) – holenderski malarz, aktywny w Czechach i na Śląsku.
Był synem holenderskiego malarza Justusa Bentuma.
Jego nauczycielem, w latach 1713–1716, był najwybitniejszy czeski malarz późnego baroku Petr Brandl. W Pradze należał do cechu malarzy, i z tego samego okresu pochodzą jego pierwsze dzieła. W latach 1716–1719 (lub 1720–1725) podróżował po Włoszech. Specjalizował się głównie w malarstwie portretowym i w obrazach religijnych; na Śląsku wykonywał też freski, wielkie obrazy sztalugowe i malował sceny rodzajowe. W 1732 roku wyjechał na Śląsk.
Główne dzieła:
- 1732–1733 - polichromie i freski biblioteki oraz wielki (360 m.kw.) plafon Sali Książęcej opactwa cysterskiego w Lubiążu
- Malowidła ołtarza głównego bazyliki w Trzebnicy.
- Malowidła w kościele św. Marcina w Sicinach
- Malowidła w kościele św. Piotra i Pawła w Nysie
- Portrety m.in. w kolekcji zamku Krásný Dvůr koło Pragi.